# Chinese Kamasutra II
Chinese Kamasutra II è un film direct to video del 1996 diretto da Joe D'Amato.

## Trama
Per reinventare il suo rapporto di coppia, Kelly decide di farsi accompagnare dal partner e andare alla scoperta dell'esotico appassionandosi agli antichi segreti orientali. Scoprirà un mondo fantastico pieno di tradizioni sconosciute al mondo moderno. Perduta nel labirinto di una bruciante passione, Kelly s'interroga se quest'intensa avventura sia stata reale o solo frutto della sua fervida immaginazione.